# Уфа Арена
„Уфа Арена“ (на руски: Универсалная спортивная арена „Уфа-Арена“; на башкирски: Өфө-Арена) e многофункционален спортно-развлекателен комплекс в град Уфа, домашен стадион на руския хокеен клуб ХК „Салават Юлаев“ от 19 декември 2007 г.
Първият мач на арената се състои на 27 август 2007 г. в рамките на младежката Суперсерия 2007 между хокейните отбори на Русия и Канада.

## Строителство
За разлика от повечето новопостроени в същия период руски хокейни арени („Татнефт Арена“, „Арена Омск“, „Арена Митишчи“ и др.) „Уфа Арена“ е построена с участието само на местни строителни организации: тя е проектирана от архитектите от архитектурното студио № 1 ЗАО „Проектен институт Башкиргражданпроект“ Илдар Фанисович Ибрахимов и Владимир Николаевич Савенко, а в качеството на главен изпълнител е нает строителния тръст ОАО „КПД“. Предаването на „Уфа Арена“ е проведено по време на празненствата по случай 450-годишнината от присъединяването на Башкортостан към Русия.

### Втора фаза
Оригиналният проект на „Уфа Арена“ предвижда втора фаза на строителството: закрита ледена пързалка с трибуна за 640 зрители и паркинги на няколко нива. Тържественото откриване след втората фаза на „Уфа Арена“ се състоя на 20 ноември 2011 г. В мероприятието взимат участие президентът на република Башкортостан Рустем Хамитов, представители на ръководството на Башнефт, кметът на Уфа Павел Качкаев и др. В рамките на споразумението между АФК „Система“ и правителството на Башкортостан, групата компании „Башнефт“ финансира повече от 20 % от стойността на строителството на втората фаза. За две години за тази цел са изразходвани 105 милиона рубли.

### Архитектура
Комплексът „Уфа Арена“ се състои от две ледени площадки: главна за 8070 зрители и малка за 640 зрители. На първия етаж на арената има разположени стаи за отдих на спортистите и треньорския състав, стая за съдии, сауна, масажна стая, помещение за заточване на кънки, гараж за две ледополиващи машини „Олимпия“, медицински кабинет и допинг-контрол. Арената се състои от четири нива: влизането в секторите се извършва през второто, третото и четвъртото ниво. Между второто и четвъртото ниво са ВИП-ложите, места за хора в инвалидни колички, коментаторските кабини, ложите за пресата и ресторант. През декември 2016 г. е заменен кубът над центъра на арената.

### Характеристики
Главна арена
- Обща площ – 29 070 m²
- Брой места – 8070
- Наземен паркинг – 996 места

Пристройки към „Уфа Арена“
- Обща площ – 8300 m²
- Брой места – 640
- Закрит паркинг – 222 места.

## Спортни мероприятия
2007 г.
- 27 – 28 август – Мачове от младежката Суперсерия Русия – Канада
- 10 – 11 октомври – VI световно първенство по борба до пояс (куреш)

2008 г.
- 11 април – уфимският „Салават Юлаев“ за първи път в историята си става шампион на Русия, побеждавайки в решаващия мач във финалната серия на плейофите ярославския „Локомотив“

2011 г.
- 12 февруари – Купа на предизвикателството на Младежката хокейна лига.
- 16 април – „Салават Юлаев“ печели Купа Гагарин, побеждавайки в 5 мача от финалната серия на плейофа „Атлант“ (4 – 1)
- 27, 29 май – Световна лига по волейбол. Мачове Русия – Япония.

2013 г.
- 5 януари – Световно първенство по хокей за младежи. Във финалния мач отбора на САЩ побеждава Швеция с 3:1.
- VI Зимни международни детски игри. Хокеен турнир.

2014 г.
- Август – Световна купа по хокей за младежи

2017 г.
- Януари – Мач на звездите на КХЛ

## Интересни факти
- „Уфа Арена“ е построена на мястото на пързалката с естествен лед на стадион „Труд“, на която през 60-те години на миналия век USLS хокейният отбор СКСЮ провежда международния си дебют.[4]
- Арената е най-голямото спортно съоръжение с изкуствен лед в Башкортостан.
- „Лада Арена“, открита през 2013 г. в Толиати, е построена по проект, заимстван от „Уфа Арены“, но без третото ниво на трибуните.

## Ссылки
- ((ru)) Уфа Арена на спортния сайт на града Архив на оригинала от 2012-04-22 в Wayback Machine.
- ((ru)) Уфа Арена на официалния сайт на хокейния клуб „Салават Юлаев“ Архив на оригинала от 2010-04-28 в Wayback Machine.
- ((ru)) Уфа Арена на сайта на феновете на Спартак Архив на оригинала от 2016-03-04 в Wayback Machine.
- ((ru)) Рыбинский В. А. Уфа-Арена.// Статия в Башкирска енциклопедия[неработеща препратка]

|  | Тази страница частично или изцяло представлява превод на страницата „Уфа-Арена“ в Уикипедия на руски. Оригиналният текст, както и този превод, са защитени от Лиценза „Криейтив Комънс – Признание – Споделяне на споделеното“, а за съдържание, създадено преди юни 2009 година – от Лиценза за свободна документация на ГНУ. Прегледайте историята на редакциите на оригиналната страница, както и на преводната страница, за да видите списъка на съавторите. ВАЖНО: Този шаблон се отнася единствено до авторските права върху съдържанието на статията. Добавянето му не отменя изискването да се посочват конкретни източници на твърденията, които да бъдат благонадеждни. |